# 欧罗巴航空
欧罗巴航空是一家西班牙的定期與包機航線航空公司，由現任董事會主席兼執行長胡安·赫塞·伊達爾戈（Juan José Hidalgo）於1986年創立。總部設於西班牙離島度假勝地马略卡岛上的歐羅巴航空，是西班牙第三大航空公司，規模仅次于西班牙的國家航空公司伊比利亚航空和新興的低成本航空公司伏林航空。歐羅巴航空是同樣由伊達爾戈創辦的大型旅行社Globalia的全資子公司，2007年9月该公司加入天合联盟，並從不定期的包機業務逐漸轉型為定期且永續的航線經營。並且逐步開航短、中、長程定期航班的營運，所以目前所有的航班都已是定期航線。2019年11月，國際航空集團宣佈收購歐洲航空，然而在2024年八月，國際航空集團宣布放棄該收購計畫，原因在於潛在的歐洲反壟斷調查。

## 航点
以马略卡岛帕尔马机场為樞紐機場的歐羅巴航空除了西班牙国内的定期航线外，也有經營提供北欧與西欧之间的旅行服务，以及加那利群岛和巴利阿里群岛的度假村。雖然該公司主要航點大都是歐洲本土的主要城市，但也擁有數條越洋國際航線，包括美國紐約（約翰·甘乃迪國際機場）與邁阿密（邁阿密國際機場）及哥倫比亞、阿根廷、巴西、日本、韓國等中南美洲及亞洲國家。
在每年夏季，歐羅巴航空都會替機隊數較少的英國包機航空公司湯瑪斯·庫克航空（Thomas Cook Airlines）代行旗下部分的定期航班。

### 代码共享
欧罗巴航空与大部份的天合联盟会员均拥有代码共享的协议。

## 機隊

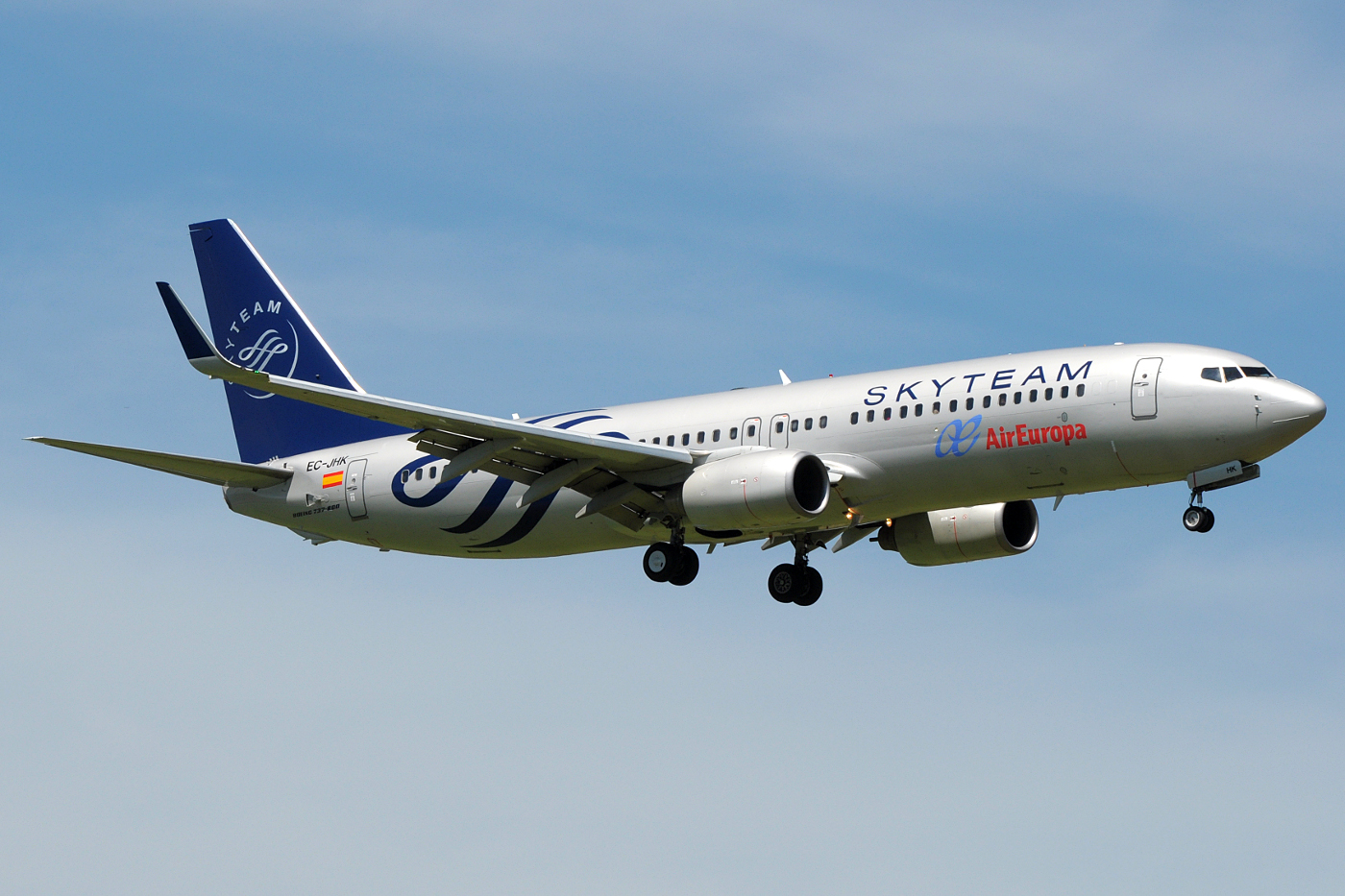
一架機身上繪有天合聯盟彩繪塗裝的歐羅巴航空波音737-800客機

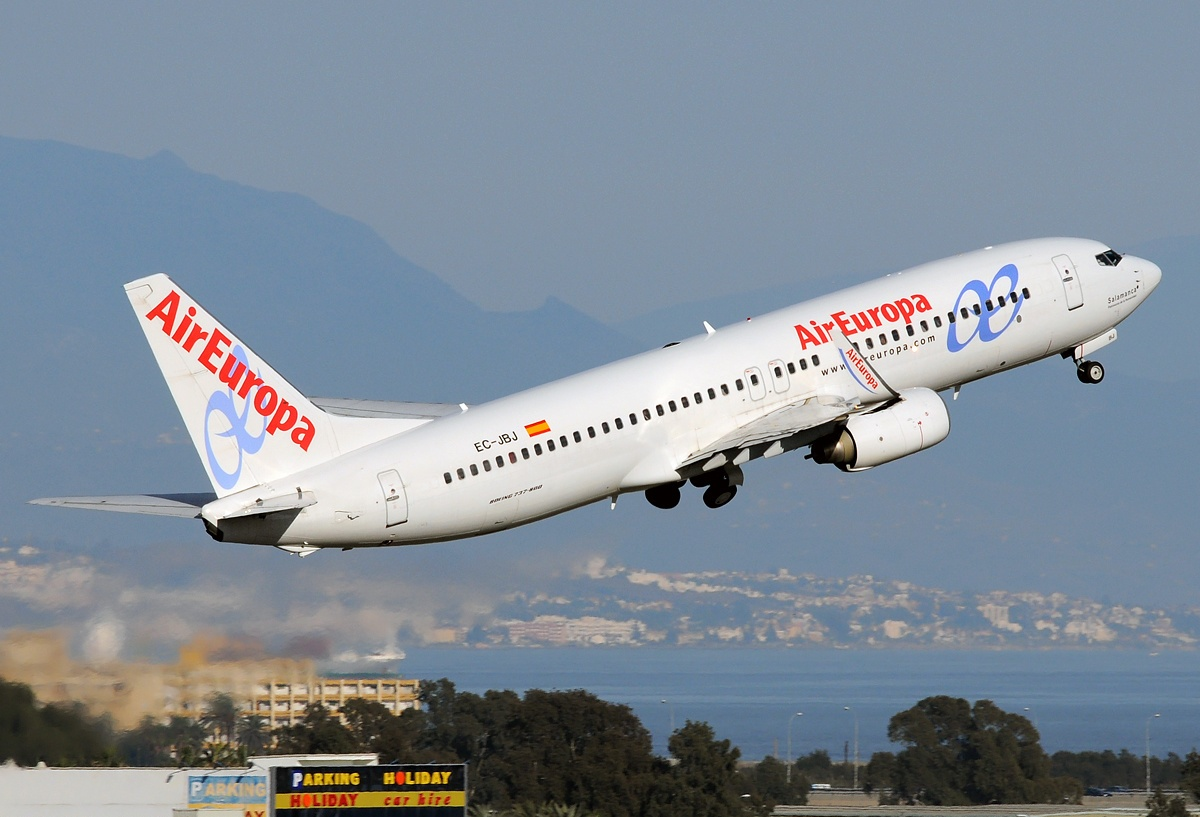
歐羅巴航空波音737-800型客機在馬拉加機場起飛（攝於2010年10月）

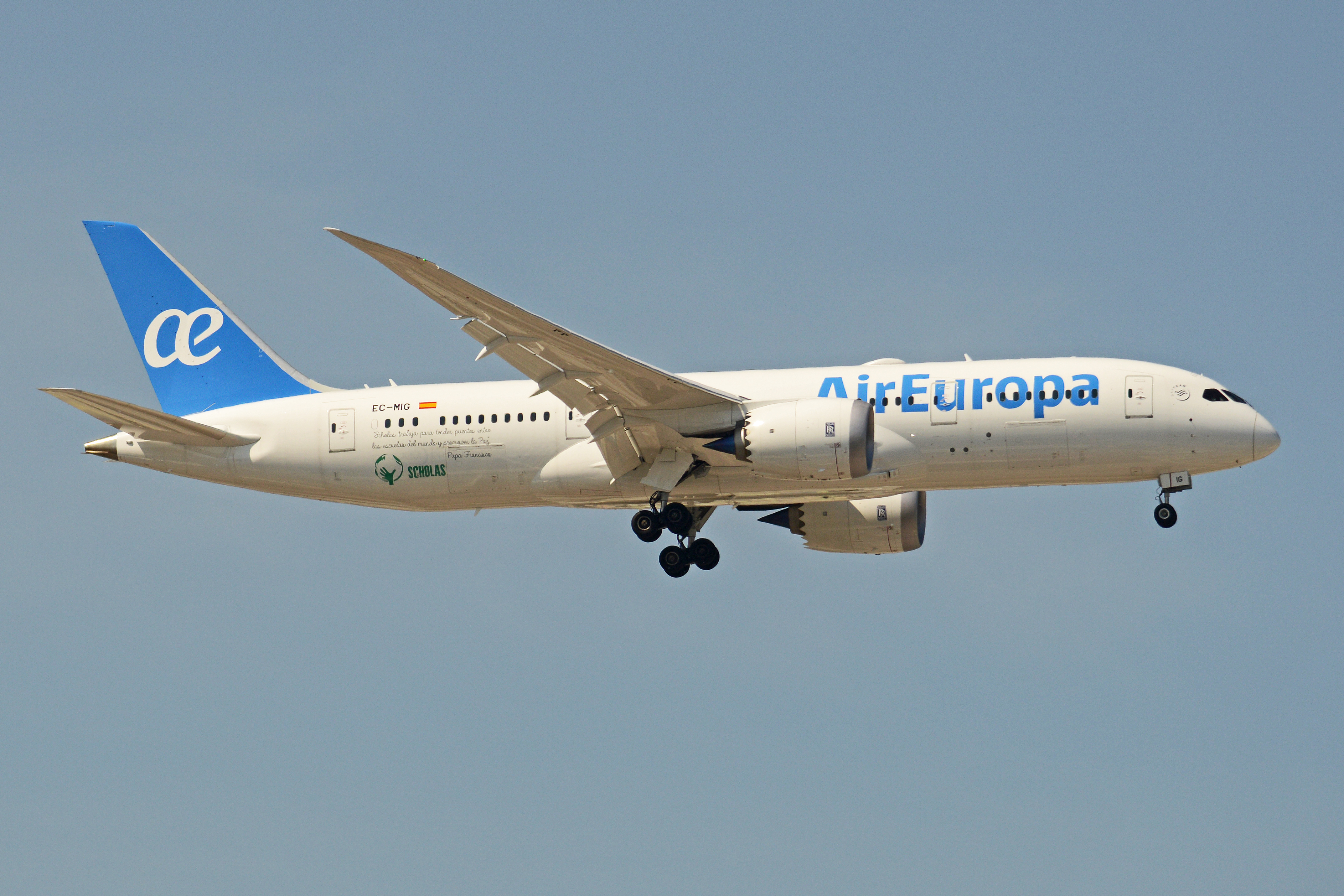
新塗裝的歐羅巴航空波音787-8即將降落於馬德里機場

截止至2019年1月，機隊的平均機齡為8.4年:

### 退役機隊
欧罗巴航空過去也曾使用這些飞機：

## 事故
- 2024年7月1日，一架正在執飛歐羅巴航空 45 號班機（英语：Air Europa Flight 45）的波音787-9遇到劇烈湍流，備降在巴西的大納塔爾國際機場（英语：Greater Natal International Airport），此事故造成40人受傷。